# ایلوکواتتا
ایلوکواتتا (به لاتین: Ilukwatta) یک منطقهٔ مسکونی در سری‌لانکا است که در استان مرکزی (سری‌لانکا) واقع شده‌است.